# Gerar
Gerar (גְּרָר, gher-awr in lingua ebraica; talvolta è indicata anche come Ghèrar) è una località nei pressi di Gaza, menzionata nella Bibbia nella più antica descrizione dei confini del territorio cananeo (Genesi 10,19).
Il nome, probabilmente, deriva da garar (גָּרַר gaw-rar in ebraico), che significa 'ruminare'. 
In passato Gherar veniva comunemente identificata con Tell Jemmeh (Tel Gamma), situata circa 12 km a sud dell'odierna Gaza. Ma attualmente numerosi geografi la identificano con Tell Abu Hureirah (Tel Haror), sulle colline pedemontane della Giudea, circa 19 km a sud-est dell'odierna Gaza. In anni recenti è stata avanzata l'ipotesi che la valle del torrente di Gherar corrisponda al Wadi esh-Shariʽah (Nahal Gerar), circa 500 m a sud di Tell Abu Hureirah.
Abramo e più tardi Isacco dimorarono per qualche tempo come forestieri a Gherar ed ebbero a che fare con il suo re Abimelech (forse due sovrani diversi che avevano questo stesso nome o titolo ufficiale: Genesi 20,1-18, 21,22-34, 26,1-31). I servitori di Isacco vi scavarono due pozzi, cosa che provocò liti con i pastori di Gherar.
Quella della valle del torrente di Gherar era una zona ideale per la pastorizia. A quanto pare scavando pozzi nel letto del torrente si trovava facilmente l'acqua (Genesi 26,17-19).